# Martín de Tours
San Martín de Tours (Sanctus Martinus Turonensis en latín), San Martín Caballero, o San Martín de Loba (Sabaria, Panonia; actual Szombathely, Hungría, 316-Candes, actual Candes-Saint-Martin, Francia, 397), fue un obispo católico de Tours elevado a santo y patrono de numerosas localidades. Nacido en Panonia (en Europa central), se convirtió al cristianismo a una temprana edad. Se hizo soldado en la caballería romana en la Galia, pero abandonó el servicio militar en algún momento antes del año 361, cuando se convirtió en discípulo de Hilario de Poitiers, estableciendo el monasterio en Ligugé. Fue consagrado como Obispo de Caesarodunum (antiguo nombre de Tours) en 371. Como obispo, fue importante en la supresión de los restos de la religión galorromana, si bien se opuso a la persecución violenta contra la secta ascética priscilianista. 
Su vida fue narrada por un hagiógrafo contemporáneo, Sulpicio Severo. Es posible que algunas narraciones sobre sus viajes se hayan interpolado en su biografía con el objeto de validar sitios tempranos de su culto. Se le recuerda particularmente por el relato según el cual usó su espada para cortar su capa en dos para darle la mitad a un mendigo que vestía solo trapos en medio del invierno. Su santuario en la ciudad de Tours se convirtió en un punto de parada famoso para los peregrinos que se dirigían a Santiago de Compostela en España. El culto a Martín de Tours fue revivido en el nacionalismo francés durante la Guerra francoprusiana de 1870 y 1871, y en consecuencia se le consideró un santo patrono de Francia durante la Tercera República francesa.
Se trata de un santo enormemente popular, puesto que desde muy antiguo existen por todo el mundo cristiano numerosas iglesias y basílicas colocadas bajo su advocación, siendo una de las más destacadas la propia basílica situada en su ciudad original. La misma palabra «capilla» procede de la popular leyenda que acompaña siempre a este santo en toda su iconografía.

## Hagiografía
Los primeros años de vida de Martín fueron descritos por Sulpicio Severo, un escritor cristiano contemporáneo, quien lo conoció personalmente. Esta biografía expresa, entre otras cosas, la inmediatez que el cristiano del siglo IV sentía respecto al diablo en todos sus disfraces, y contiene algunas narraciones de milagros tales como expulsar demonios, curar paralíticos o resucitar muertos, tradicionales en muchas hagiografías, además de otros como apagar las llamas de una casa vecina a un templo romano que Martín quemaba, desviar el camino de un pino sagrado caído o el poder sanador de una carta enviada por él.

## Vida
Nació en el año 316 en la actual Szombathely, Hungría, en el seno de la familia pagana, de un oficial militar (tribuno) del ejército romano. Unos años después del nacimiento de Martín, su padre recibió el estatus de veterano y se le concedieron tierras en Ticinum (actual Pavía) en el norte de Italia, donde Martín creció y recibió su educación.
A la edad de 10 años empezó a asistir a la iglesia cristiana, contrariando los deseos de sus padres, y se hizo catecúmeno. El cristianismo había sido autorizado en el 313, teniendo para entonces más fieles en el Imperio oriental, de donde había surgido, y concentrándose en las ciudades, a donde había sido llevado a través de las rutas comerciales por judíos y griegos conversos. Para entonces, el cristianismo estaba lejos de ser aceptado en los círculos más elevados de la sociedad, en tanto que el culto a Mitras era probablemente el favorito entre los miembros del ejército. Si bien la conversión al cristianismo del emperador Constantino y el subsiguiente programa de construcción de templos le dieron un impulso aún mayor a la expansión de la religión, para la época de Martín el cristianismo era todavía una fe minoritaria. Fue bautizado probablemente en el año 334.
Como hijo de un tribuno, Martín estaba obligado a unirse a una ala de caballería. A los 18 años de edad (alrededor del 334 o 354), fue apostado en Ambianensium civitas o Samarobriva en la Galia (actual Amiens, Francia). Es probable que se haya unido a la  Equites catafractarii Ambianenses, una unidad de caballería pesada que aparece mencionada en el Notitia dignitatum. En tanto la unidad estuvo apostada en Milán y también se le menciona en Trier, es probable que haya sido parte de la escolta de caballería del emperador, que le acompañaba  en sus viajes alrededor de Europa.
Sulpicio Severo no incluyó fechas en su cronología, de manera que si bien indicó que Martín estuvo en el ejército por casi dos años después de su bautismo, es difícil determinar exactamente cuándo abandonó el ejército. El historiador Andre Mertens ha afirmado que «[Martín] estuvo en el ejército bajo el mando del emperador romano Constantino II (r. 337-361) y después bajo el mando de Juliano (r. 355-360)».
La leyenda más famosa en torno a su vida sucedería hacia el año 337. Estando Martín en Amiens, encontró cerca de la puerta de la ciudad a un mendigo tiritando de frío; enseguida, sacó la espada, rasgó su capa de soldado y le dio la mitad para que se abrigara, declarándole que no podía dársela entera porque la capa pertenecía al ejército romano, en el que servía, gesto que dejó atónitos a los oficiales romanos que presenciaron el acto, pues los oficiales jamás debían mostrar compasión o piedad por nadie, menos hacia los débiles, así la frase «caridad a capa y espada». Esa misma noche soñó con Jesucristo vestido con la media capa y diciéndole a una multitud de ángeles que le rodeaba: «Martín, siendo todavía catecúmeno, me ha cubierto con este vestido». Esta es la escena que iconográficamente se ha preferido para representar a San Martín. Además, a partir de las numerosas iglesias que después reclamarían guardar una reliquia de este trozo de capa, se acabó por popularizar el término capilla en todo el mundo occidental para denominar a los mismos lugares de culto cristiano. Este suceso provocó un cambio profundo en Martín. En el arte, óleos y frescos lo han representado innumerables veces, pero especial mención merece la pintura que hizo El Greco (1541-1614) representando a San Martín sobre su caballo, cortando su capa para dársela a un hombre desnudo. 
Independientemente de las dificultades cronológicas, Sulpicio escribe que justo antes de una batalla en las provincias gálicas en Borbetomagus (actual Worms, Alemania), Martín decidió cambiar lealtades (rehusándose a obedecer al anticristiano emperador Juliano) y rechazó su justo pago por salir del ejército, afirmando que «Soy soldado de Cristo, y no me es legal librar batalla». Fue acusado de cobardía y encarcelado, pero para responder a los cargos se ofreció marchar desarmado por delante de las tropas. Sus superiores planeaban aceptar su oferta, pero antes de que pudieran hacerlo los invasores pidieron la paz, la batalla nunca tuvo lugar, y Martín fue dado de baja del ejército, posiblemente alrededor del año 356,para «defender al otro Señor y extender su Reino en la tierra» y dedicar el resto de su vida a servir exclusivamente a Cristo.
Martín declaró su vocación y se unió entonces a los discípulos del obispo Hilario en la ciudad de Poitiers, en la provincia romana de la Galia (actual Francia). Hilario y sus discípulos se oponían al arrianismo de la corte imperial. Cuando Hilario fue exiliado de Pictavium (actual Poitiers), Martín emprendió un largo viaje. De acuerdo con Sulpicio, logró convertir a un bandido en los Alpes y confrontó al diablo mismo. Tras un sueño en el que escuchó una voz que le pedía volver a su hogar, cruzó los Alpes, y desde Milán regresó a su pueblo natal, donde consiguió convertir al cristianismo a su madre, pero no a su padre. Mientras estaba en Ilírico se opuso con tanto celo a los arrianos que fue latigado en público y se le obligó a marcharse. Al regreso de Iliria a Milán, donde entró en contacto con un grupo de hombres que llevaban una vida de retiro, oración y ascetismo, fue confrontado por Auxencio, el arriano arzobispo de Milán, quien lo expulsó de la ciudad. De acuerdo con las fuentes tempranas, Martín decidió buscar albergue en la isla Gallinara, frente a la costa de Génova en el mar de Liguria, donde llevó una vida ascética junto con otro compañero. Martín vivió de una dieta de hierbas y raíces silvestres. Se dice que comió eléboro, una planta que no sabía era venenosa. Según una leyenda, estando a punto de morir por haberla ingerido, rezó y fue curado milagrosamente.

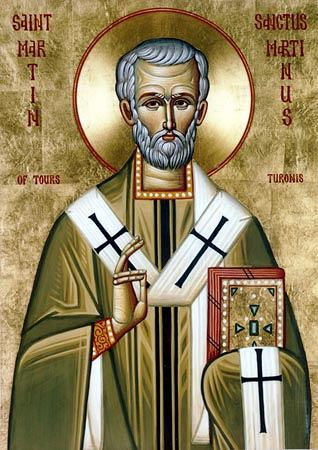
Icono ortodoxo de San Martín de Tours.

Hacia el año 361 se enteró del regreso del obispo Hilario a su sede episcopal, y se trasladó de nuevo a Poitiers para reencontrarse con él. Allí Hilario le ordenó diácono y después presbítero. Decidido a llevar una vida religiosa, se instaló en el cercano lugar de Ligugé, donde levantó el primer monasterio conocido de Europa, permaneciendo en él durante diez años. Martín viajó y predicó por la Galia occidental, existiendo según Sulpicio numerosas leyendas locales sobre sus visitas a estas tierras.

### Obispo

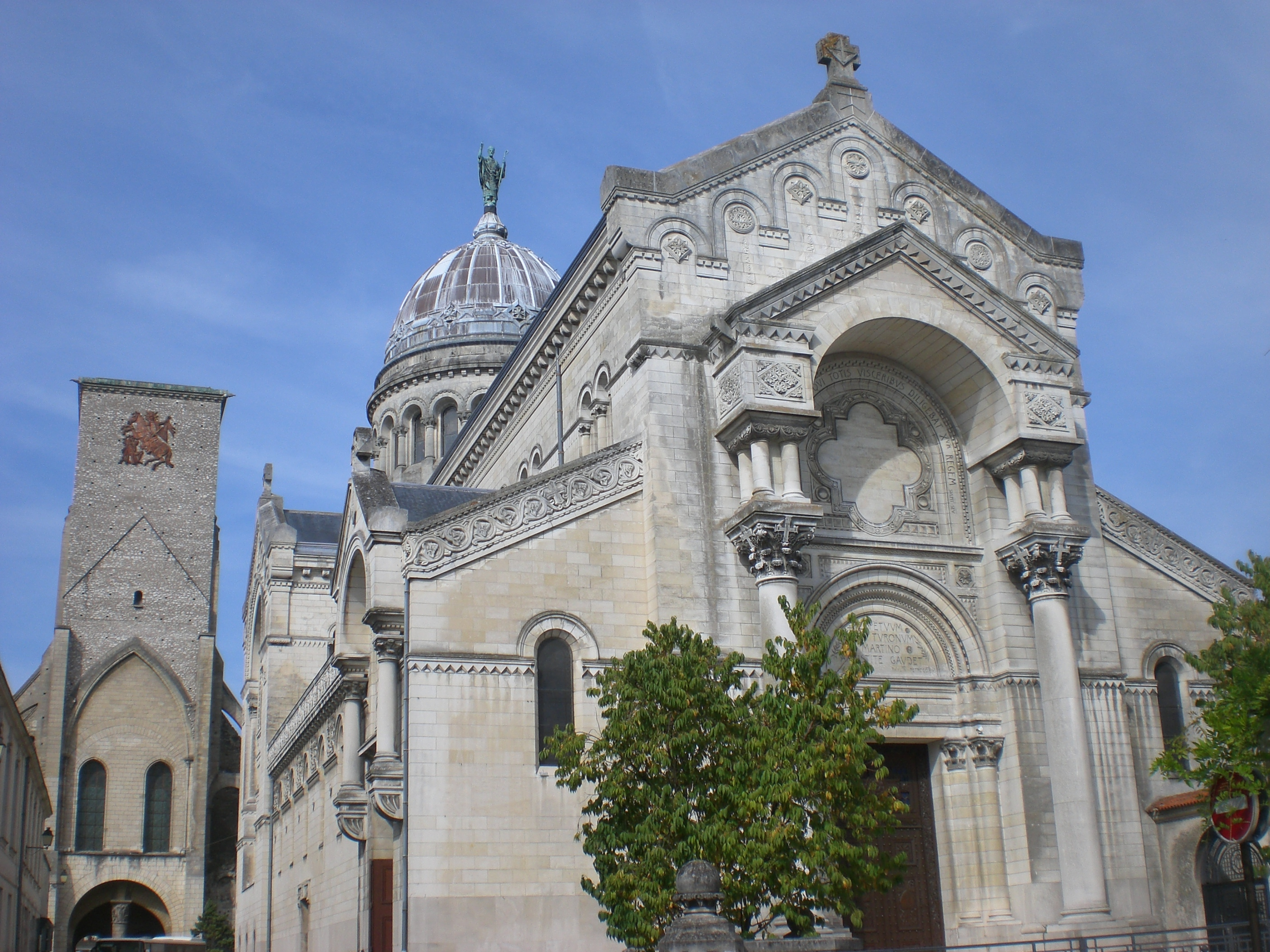
Basílica de San Martín de Tours.

En el año 371 es nombrado obispo de la ciudad gala de Tours. Su vida pastoral se caracterizó por la evangelización y la lucha contra las costumbres paganas. Combatió con firmeza las doctrinas del predicador hispano y después obispo Prisciliano, cercanas al gnosticismo y al maniqueísmo. Pero cuando este fue finalmente detenido en el año 385, Martín acudió a Tréveris ante el emperador Magno Máximo para evitar que fuese sentenciado a muerte a consecuencia de las presiones políticas ejercidas por el obispo lusitano Idacio de Mérida. Otros obispos prestigiosos del orbe cristiano (Ambrosio de Milán, el papa Siricio) también intentaron lo mismo. Sin embargo, Idacio, logró inclinar el parecer del emperador hacia un castigo severo y ejemplar; y Máximo, acusando a Prisciliano de brujería, ordenó finalmente que fuese ejecutado por decapitación, junto con varios de sus seguidores. Martín, afligido y enfadado por este episodio, rompió sus relaciones con Idacio. Pero más tarde tuvo que reconciliarse con él, cuando el poderoso emperador Teodosio se lo exigió como condición a cambio de terminar con las ejecuciones de priscilianistas.
Martín fundó, a unos tres kilómetros de Tours, una comunidad que fue denominada Maius Monasterium, y hoy conocida como Marmoutier, donde se llegarían a juntar unos 80 monjes, algunos de los cuales serían luego obispos.
Durante veinticinco años, Martín viajó por las regiones de Turena, Chartres, París, Autun, Sens y Vienne.
Quien sería su biógrafo principal, Sulpicio Severo, conoció personalmente a Martín en los últimos años de su vida.
El obispo Martín falleció en Candes (Francia central) en el año 397. Al poco tiempo, se levantó una capilla sobre su sepulcro y, con el tiempo, se construyó una basílica. Esta fue destruida por los normandos en el siglo V, luego reconstruida y después nuevamente destruida por los hugonotes en 1526. La actual basílica de San Martín de Tours fue inaugurada en 1925.

## Veneración

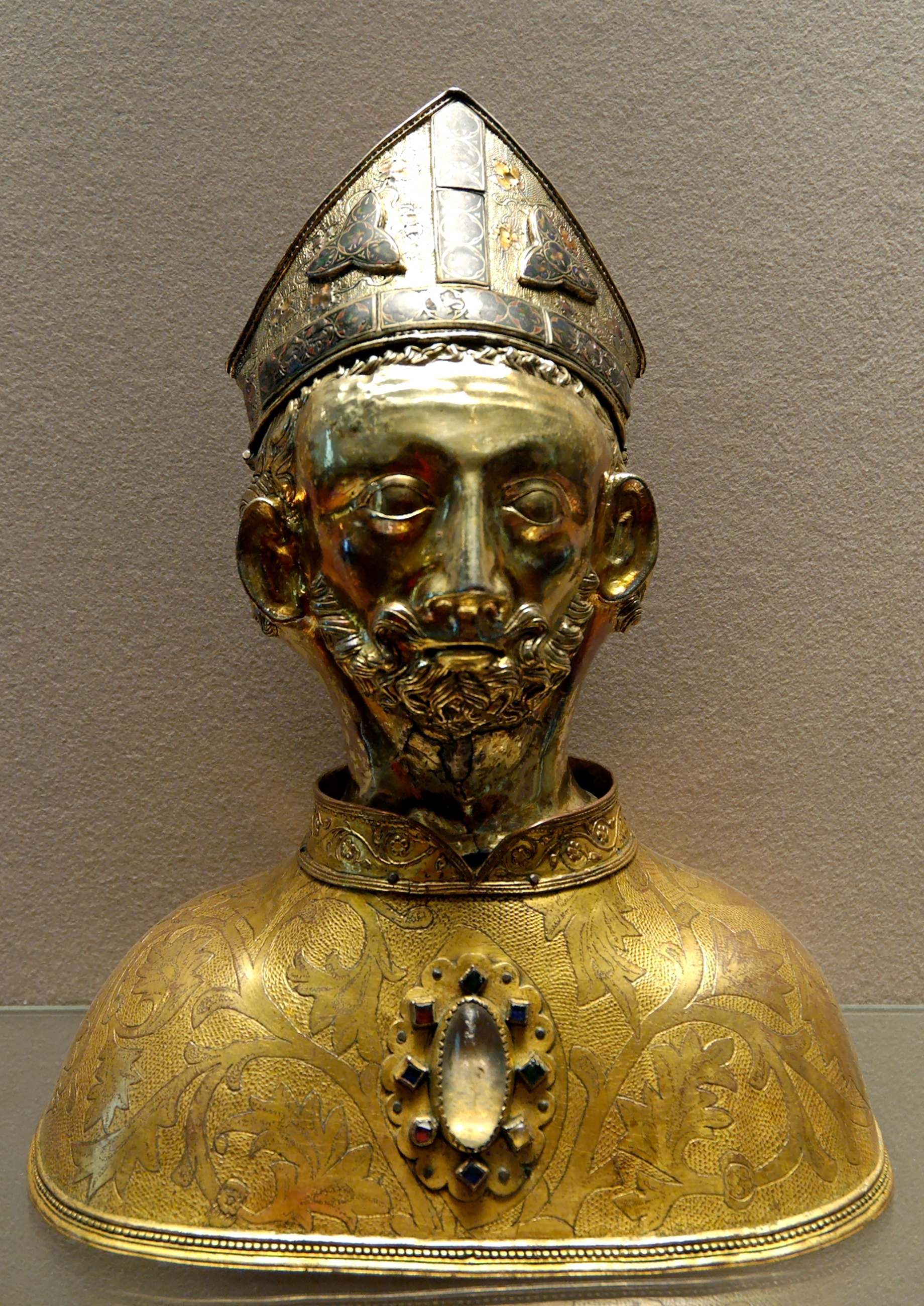
Relicario de la cabeza de san Martín, plata y cobre, parte dorada, procedente de la iglesia de Soudeilles, finales del, Louvre

La veneración de san Martín fue muy popular en la Edad Media, sobre todo en la región entre el Loira y el Marne, donde Le Roy Ladurie y Zysberg observaron la mayor acumulación de topónimos conmemorativos. Venancio Fortunato ya había declarado: «Dondequiera que se conoce a Cristo, se honra a san Martín».
Cuando el obispo Perpetuo tomó posesión de su cargo como obispo de Tours en el 461, la pequeña capilla sobre la tumba de Martín, construida en el siglo anterior por el sucesor inmediato de Martín, Bricio, ya no era suficiente para la multitud de peregrinos que atraía. Perpetuo construyó una basílica más grande, de 38 m de largo y 18 m de ancho, con 120 columnas. El cuerpo de Martín fue trasladado de la sencilla capilla de su ermita en Candes-St-Martin a Tours y su sarcófago fue enterrado de nuevo detrás del altar mayor de la nueva basílica. Un gran bloque de mármol sobre la tumba, regalo del obispo Eufronio de Autun (472-475), la hacía visible a los fieles reunidos detrás del altar mayor. 
La popularidad de san Martín puede atribuirse en parte a su adopción por las sucesivas casas reales de Francia. Clodoveo, rey de los francos salios, una de las muchas tribus beligerantes de la Francia del siglo VI, prometió a su esposa cristiana Clotilde que se bautizaría si salía victorioso sobre los alemanes. Atribuyó a la intervención de san Martín su éxito y varios triunfos posteriores, incluida la derrota de Alarico II. La devoción popular a san Martín siguió estando estrechamente identificada con la monarquía merovingia: a principios del siglo VII, Dagoberto I encargó al orfebre san Eligio la realización de una obra en oro y gemas para la tumba-santuario. El obispo Gregorio de Tours escribió y difundió una influyente Vida de san Martín de Tours llena de acontecimientos milagrosos de su carrera. El culto a Martín sobrevivió al paso del poder a los sucesores de los merovingios, la dinastía carolingia.
Su festividad litúrgica se celebra el 11 de noviembre. Esta fecha coincidía en muchas regiones de España con el período de la matanza del cerdo, y de ahí vino el origen de la expresión española «A cada cerdo le llega su San Martín».
Santa Teresita del Niño Jesús llevaba en su breviario una estampa de san Martín de Tours, que le recordaba la importancia del amor al prójimo.
En 2005, el Consejo Europeo aprobó la ruta de san Martín de Tours por diversos países europeos vinculados con el santo.

## Patronazgo
San Martín de Tours es el patrono de los soldados y de numerosas poblaciones en todo el mundo, además de uno de los patronos secundarios de Francia y de Hungría.

### Argentina
Patrono de la ciudad de Buenos Aires

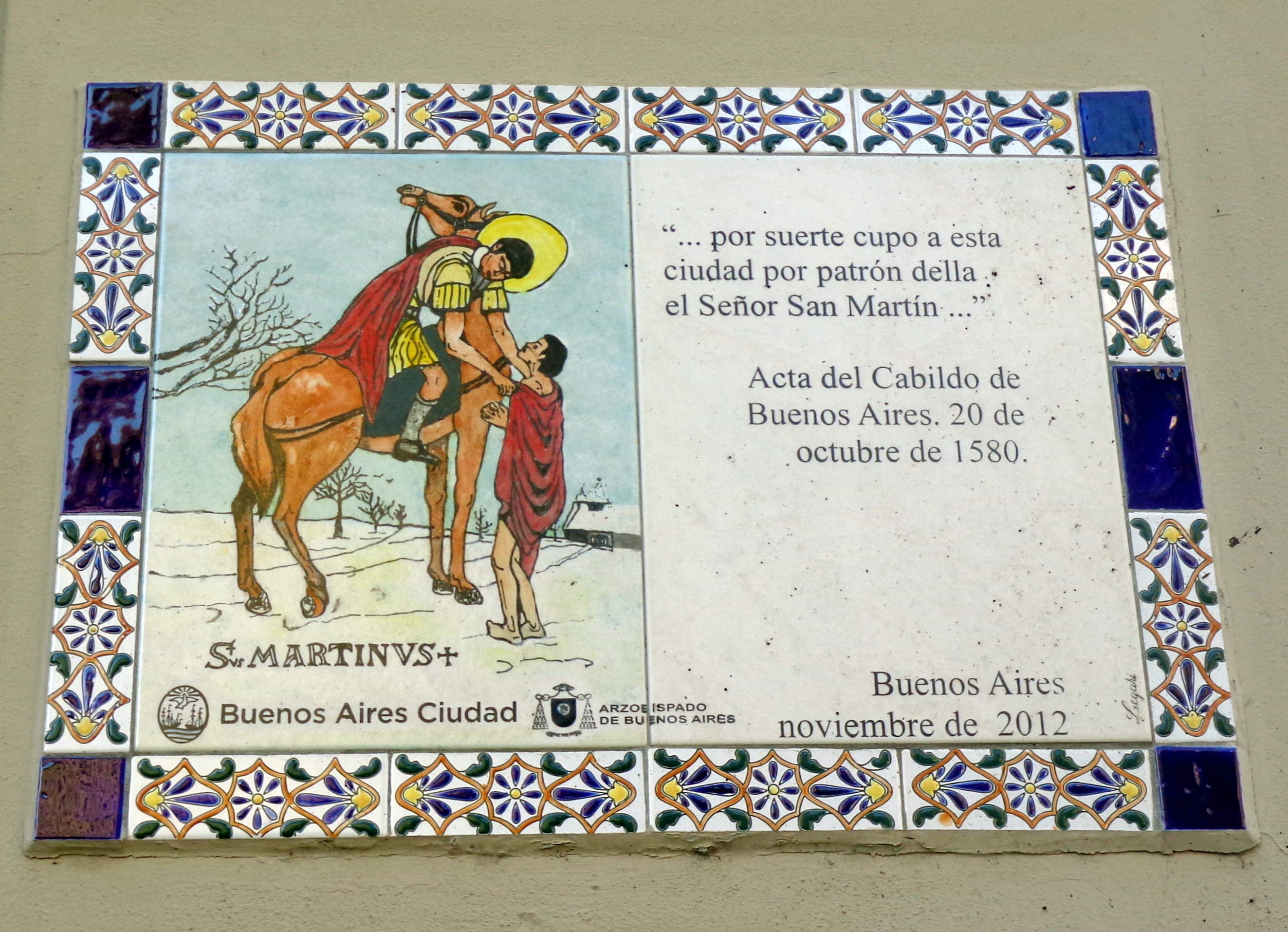
Mosaico en la calle San Martín, sobre la Catedral Metropolitana de Buenos Aires, recordando el nombramiento del patrono.

Cumpliendo con la antigua tradición de que un cabildo eligiese al patrón de su ciudad, Juan de Garay y los primeros miembros del cabildo se reunieron el 20 de octubre de 1580, unos meses después de fundada la ciudad, para darle un santo como protector y patrono. La suerte recayó en san Martín. La leyenda cuenta que, tiempo después, fue pasando de boca en boca que los vecinos, al ver el nombre de un “santo francés”, se negaron a que fuera protector de una ciudad de las colonias españolas. Reiteraron la elección y por tres veces salió el mismo nombre, considerando de esa forma que era Dios mismo quien quería ese santo patronazgo.

### España
Ciudades y poblados españoles con patronazgo de San Martín:
En la provincia de Ávila
- Umbrías

En la provincia de Valladolid
- Aguilar de Campos
- Aldeamayor de San Martín
- Cogeces de Íscar
- Curiel de Duero
- Torre de Esgueva
- Traspinedo

En la provincia de Palencia
- Matalbaniega
- Frómista
- Becerril de Campos
- Salcedillo
- Villanueva de la Peña
- Calzadilla de la Cueza
- Rabanal de los Caballeros
- San Martín de los Herreros
- Cevico de la Torre
- Dehesa de Romanos
- San Isidro de Dueñas

- Espinosa de Cerrato
- Naveros de Pisuerga
- Mudá
- Villaneceriel de Boedo
- Los Llazos
- Villarén de Valdivia
- San Martín de los Molinos
- Hijosa de Boedo
- Vidrieros
- Valbuena de Pisuerga
- Villaeles de Valdavia
- Villaluenga de la Vega
- Villarmentero de Campos
- Villaprovedo
- San Martín del Valle
- Aguilar de Campoo

En la provincia de Pontevedra
- El Grove

En la provincia de Córdoba
- Añora

En la provincia de Huesca
- Chalamera

En la provincia de Orense
- Orense

En la provincia de Toledo
- San Martín de Pusa
- San Martín de Montalbán

En la provincia de La Rioja
- Gimileo
- Pazuengos

En la provincia de Burgos
- Huerta de Arriba

En la provincia de Asturias
- Moreda de Aller donde existe la Sociedad Humanitarios de San Martín y se celebra la Fiesta de San Martín el 11 de noviembre.
- Pola de Lena

En la provincia de Granada
- Purullena

En la provincia de Barcelona
- San Celoni
- Sardañola del Vallés

En la provincia de Cádiz
- San Martín del Tesorillo

En la provincia de Islas Baleares
- Mercadal

En Navarra
- Viana, donde se encuentra la Ermita de San Martín.
- San Martín de Unx, iglesia de San Martín de Tours
- Ekai de Lónguida, iglesia de San Martín de Tours
- Ollogoyen

En la provincia de Zaragoza
- Morata de Jiloca
- Rodén

En la provincia de Segovia
- Prádena

### Chile
Patrono del pueblo de Codpa
Patrono de la ciudad de Quillota

### Colombia
Patronazgo en Bucaramanga
En esta ciudad se encuentra la parroquia de San Martín de Tours, ubicada en el barrio de Coaviconsa, que ha tomado a San Martín como patrono por recibir beneficios de él y por la gran humildad y desprendimiento que este hombre manifestó con su primer párroco, el padre Jeffer Ludin Rayón Jiménez.
Caribe colombiano
En el Caribe colombiano es conocido como San Martín de Loba, patrón de varios municipios del Bajo Magdalena, especialmente de la subregión de Las Lobas, en el departamento de Bolívar.
Boyacá y los Llanos
En el departamento del Meta está la ciudad de San Martín de los Llanos, fundada en 1585, inicialmente con el nombre de Medina de las Torres, por el español Pedro Daza de Heredia, la cual fue arrasada por los indígenas y refundada el 10 de abril de 1641 por el gobernador Juan de Zárate con el nombre de San Martín del Puerto. El nombre actual lo adquirió en 1868, cuando los llanos orientales se convierten en territorio del orden nacional del Meta, con capital en San Martín de los Llanos. Este estatus lo perdió en 1905, cuando se creó el Departamento del Meta.
En el departamento de Boyacá, la ciudad de Sogamoso tiene por patrono a San Martín de Tours.

### Francia
San Martín fundó varios monasterios en Francia, cuyo epicentro era la ciudad de Tours, sede de la que fue obispo, por lo que con el tiempo llegó a ser uno de los patronos de la monarquía francesa. Actualmente, más de 500 pueblos en Francia llevan su nombre.

### Hungría
Puesto que este santo nació dentro de los límites de la antigua provincia de Panonia (actualmente Hungría), cuando los húngaros paganos comenzaron a cristianizarse a finales del siglo IX, el culto a San Martín empezó a cobrar importancia en esta región. El primer rey cristiano, San Esteban I de Hungría (975-1038), santificó la Abadía de Pannonhalma en honor de san Martín, pues se creía que su lugar de nacimiento había sido la montaña donde se fundó el recinto religioso.
La relevancia de este santo como patrón húngaro continuó a través de las décadas en el reino, aunque a finales del siglo XI el papel preponderante pasó a ser ocupado por el rey San Esteban y, posteriormente, a comienzos del siglo XIV, por la figura del rey San Ladislao I de Hungría (sin que el culto de San Esteban perdiese fuerza). Los motivos en altares continuaron apareciendo en iglesias húngaras con gran frecuencia hasta finales de la Edad Media.

### México
Es patrono de importantes poblaciones mexicanas, como San Martín Texmelucan de Labastida y San Martín Totoltepec en Puebla; Xaltocan en Tlaxcala; en Tixtla de Guerrero y en Acamixtla en el Estado de Guerrero; en Ocoyoacac y San Martín de las Pirámides San Martin Coapaxtongo, Tenancingo en el Estado de México; Acayucan en Veracruz; Cosamaloapan en Veracruz; y León, Guanajuato, entre otros.

### Países Bajos
Patrono de Utrecht
El 11 de noviembre de cada año se celebra en Utrecht, Países Bajos, el Sint Maarten (San Martín). Los niños caminan por las calles con faroles hechos de papel de colores y velas por dentro, en grupos pequeños y acompañados siempre por uno o más adultos y van de casa en casa pidiendo dulces o fruta. Los niños tocan a las puertas de las casas que han dejado una vela afuera y comienzan a cantar canciones de San Martín (Sint-Maartenliedjes). La iglesia-catedral (Dom) de Utrecht fue construida en honor de san Martín.

### Perú
Patronazgo en Sechura
En esta ciudad se encuentra la parroquia de San Martín de Tours ubicada en Sechura, que ha tomado a San Martín como patrono.
Patronazgo en Sayla
En homenaje al Santo Patrón del distrito, los varones danzan El Kamate, una combinación de la antigua danza guerrera de los saylas, población nativa, con tonadas y estribillos, acompañados de violín y arpa.
Patronazgo en Reque, Chiclayo
La festividad religiosa de San Martín de Tours es la más importante de su tipo en el distrito de Chiclayo.

### Venezuela
Existe un pueblo colonizado por alemanes fundado el 8 de abril de 1843, llamado Colonia Tovar. San Martín de Tours fue traído por primera vez a Venezuela cuando llegaron los primeros colonizadores; hoy día se le venera el 11 de noviembre y es patrono del pueblo de la Colonia Tovar.

## Obras musicales
San Martín de Tours ha inspirado varias obras musicales. Entre otras, la cantata Martinus (2008), sobre su vida, para recitador, barítono, coro infantil, coro mixto y orquesta, de la cual es autor el compositor español Luis de Pablo.

## Iglesias, catedrales y basílicas
- Basílicas de San Martín, entre otras:
  - Basílica de San Martín de Tours (Tours)
- Catedrales de San Martín:
  - Catedral de San Martín de Orense
- Iglesias de San Martín, entre otras:
  - Iglesia de San Martín de Tours (Frómista)
  - Iglesia parroquial de San Martín de Tours (Morata de Jiloca(Zaragoza))
  - Iglesia parroquial de Sant Martí (Palafrugell ,Girona)
- Colegiata de San Martín en Colmar (Alsacia)
  - Iglesia parroquial de San Martín en el barrio que lleva su nombre en Ataun (Guipúzcoa) España. Se celebra la Santa Misa a las 11 h. en su fiesta.
- Parroquia de San Martin de Tours en Arama (Guipúzcoa)
  - Ermita de San Martín en la población de Gaintza (Guipúzcoa) España Se celebra la Santa Misa a las 12,30 h en el día de su fiesta.